# Garnet Knob
Der Garnet Knob ist ein 143 m hoher und dunkler Felsvorsprung an der Ingrid-Christensen-Küste des ostantarktischen Prinzessin-Elisabeth-Lands. Er ragt rund 1,8 km südsüdwestlich der Law-Racoviță-Station aus dem Eisplateau am Südrand der Larsemann Hills auf.
Wissenschaftler einer von 1986 bis 1987 durchgeführten Kampagne im Rahmen der Australian National Antarctic Research Expeditions benannten ihn nach den hier gefundenen Granaten (englisch garnets). In China trägt die Formation den Namen Qingcheng Shan (chinesisch 青城山).